# Raja listnik
Raja listnik, listnik (Rajella fyllae) – gatunek ryby chrzęstnoszkieletowej z rodziny rajowatych (Rajidae). Gatunek typowy rodzaju Rajella.

## Występowanie
Północny Atlantyk od Islandii do Gibraltaru, na południowym obszarze występowania rzadka.
Występuje na głębokościach od 170 do 2025 m, zwykle od 300 do 800 m, w temperaturze do 7º C. 

## Cechy morfologiczne
Osiąga długość do około 55 cm. Ciało spłaszczone grzbietobrzusznie o kształcie rombowatej tarczy, płetwy piersiowe zaokrąglone. Pysk krótki, rozwartokątny, zakończony małym szpicem. Pomiędzy oczami silne kolce, nieregularny rząd kolców biegnie wzdłuż linii środkowej grzbietu i trzonu ogonowego. Po bokach trzony ogonowego również kilka nieregularnych rzędów kolców. Uzębienie składa się z 30–38 zębów, niskich, stożkowatych. Dwie małe płetwy grzbietowe łączą się z sobą na końcu trzonu ogonowego. Płetwa ogonowa zredukowana. Brak płetwy odbytowej.
Strona grzbietowa popielatoszara do czerwonobrązowej z nieregularnie rozmieszczonymi okrągłymi, ciemnobrązowawymi plamami. Strona brzuszna biaława, jasnoszara lub jasnobrązowa.

## Odżywianie
Żywi się początkowo skorupiakami, później także małymi rybami żyjącymi przy dnie.

## Rozród
Ryba jajorodna.